# Die beste aller möglichen Welten
Das Postulat, dass wir in der besten aller möglichen Welten leben, ist Teil des größeren philosophischen Arguments des 17. Jahrhunderts, dem zufolge Gott mit dem Kosmos nichts Geringeres als eben die beste unter allen möglichen Welten hervorbringen konnte. Die Argumentation fällt in ein Gefüge mit ihr verbundener logischer Überlegungen, die im Verlauf des 17. und 18. Jahrhunderts mit Erfolg (und einkalkuliert paradoxen Ergebnissen) Kernfragen der Religion auf das Gebiet der philosophischen Debatte hinüberzogen.

## Hintergrund
Nach Leibniz’ Lehre wäre Gott nicht das vollkommene Wesen, wenn er etwas anderes als die „beste aller möglichen Welten“ für die Menschen erschaffen hätte.

„Gott kann zwar alle möglichen Welten denken, aber doch nur die beste von ihnen wollen, denn mit seiner Vollkommenheit wäre es unverträglich, das weniger Vollkommene, oder wenn man will, das Böse zu tun. […] Er hat die beste aller Welten durch seine Weisheit erkannt, durch seine Güte erwählt und durch seine Macht verwirklicht. Das ist der Grundgedanke von Leibniz’ Theodizee, die er auf Wunsch der Kurfürstin Sophie Charlotte von Brandenburg verfaßte.“

Voltaire war einer der ersten, der diese Art des Optimismus in seinem Roman Candide oder der Optimismus kritisierten, in dem der Protagonist Candide auf seiner Reise durch die ganze Welt auf die Lehre vom Guten und von „der besten aller möglichen Welten“ zu vertrauen versucht (u. a. wird hier am Erdbeben von Lissabon dieser Optimismusgedanke verdeutlicht). Dabei steht ihm der Philosoph und unverbesserliche Optimist Pangloss zur Seite. Doch Candide erlebt diese Welt mit all ihren Schrecken und ihm kommen mehr und mehr Zweifel an der Theorie von „der besten aller möglichen Welten“. Voltaire übt in seinem Werk insbesondere Kritik am Autoritätsglauben und am naiven Optimismus derjenigen, die auf das Gute im Menschen und in der Welt vertrauen.
Gotthold Ephraim Lessing und Moses Mendelssohn kritisieren in ihrer Abhandlung „Pope als Metaphysiker!“ die bereits von antiken Philosophen vertretene These, „es sei alles gut“, als die „Weltweisheit der Faulen; denn was ist fauler, als sich bei einer jeden Naturbegebenheit auf den Willen Gottes zu berufen…“.

## Schriften (Auswahl)
Maßgebliche Schriften zum Theorem der besten aller möglichen Welten:
- Anthony Ashley-Cooper: Inquiry Concerning Virtue or Merit, 1699 (Wiederabgedruckt als Treatise IV der Characteristicks of Men, Manners, Opinions, Times. London 1711, und An inquiry concerning virtue or merit. Band 1, 1897, OCLC 70191562.)
  - Anthony Ashley Cooper Shaftesbury: Untersuchung über die Tugend (= Philosophische Bibliothek. Band 110). Leipzig 1905, OCLC 63906645 (ins Deutsche übertragen und mit einer Einleitung versehen von P. Ziertmann).
- Gottfried Wilhelm Leibniz: Essais de theodicée sur la bonté de Dieu, la liberté de l’homme, et l’origine du mal. David Mortier, Amsterdam 1710.
  - Artur Buchenau: Die Theodizee. F. Meiner, Hamburg 1968, OCLC 3484792 (Übersetzung).
- Alexander Pope: Essay on Man. 1734.
  - Vom Menschen. Essay on man. Felix Meiner Verlag, Hamburg 1993, ISBN 3-7873-2648-0 (mit einer Einleitung herausgegeben von Wolfgang Breidert).
- Voltaire: Candide ou l’optimisme. s.n., Minden 1759, OCLC 642422998.

Leibniz’ Kurzschrift Die beste aller möglichen Welten wurde von Wilhelm Ludwig Wekhrlin satirisch als Monolog einer Milbe im siebenten Stock eines Edamerkäses persifliert.